# Dean Martin Hits Again
Dean Martin Hits Again – piętnasty studyjny album Deana Martina nagrany i wydany w 1965 roku przez Reprise Records, wyprodukowany przez Jimmy’ego Bowena i zaaranżowany przez Erniego Freemana. 

## Utwory
| A1 | You're Nobody 'Til Somebody Loves You | 1:57 |
| A2 | I'll Hold You In My Heart             | 2:37 |
| A3 | Have A Heart                          | 2:35 |
| A4 | My Heart Is An Open Book              | 2:00 |
| A5 | You'll Always Be The One I Love       | 2:00 |
| B1 | Send Me The Pillow You Dream On       | 2:28 |
| B2 | In The Chapel In The Moonlight        | 2:35 |
| B3 | Send Me Some Lovin'                   | 2:35 |
| B4 | Wedding Bells                         | 2:35 |
| B5 | I'll Be Seeing You                    | 2:40 |